# Chrysotachina alcedo
Chrysotachina alcedo là một loài ruồi trong họ Tachinidae.